# Дёльштедт
Дёльштедт (нем. Döllstädt) — община в Германии, в земле Тюрингия. 
Входит в состав района Гота. Подчиняется управлению Фанер Хёэ.  Население составляет 1167 человек (на 31 декабря 2010 года). Занимает площадь 13,37 км².